# Lotus 29

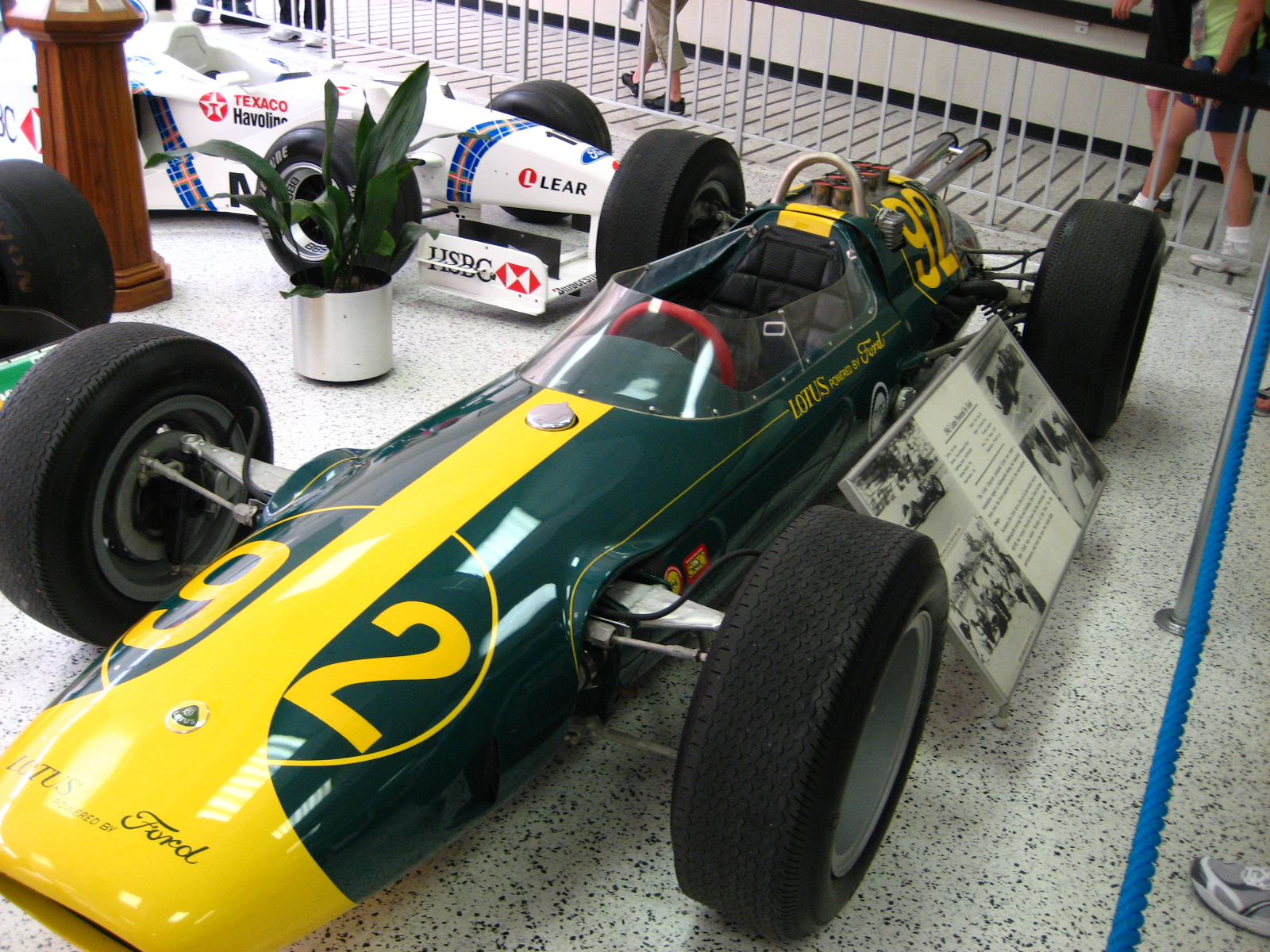
Der Lotus 29 mit der Startnummer 92; Jim Clark wurde mit diesem Fahrzeug 1963 Zweiter beim 500-Meilen-Rennen von Indianapolis

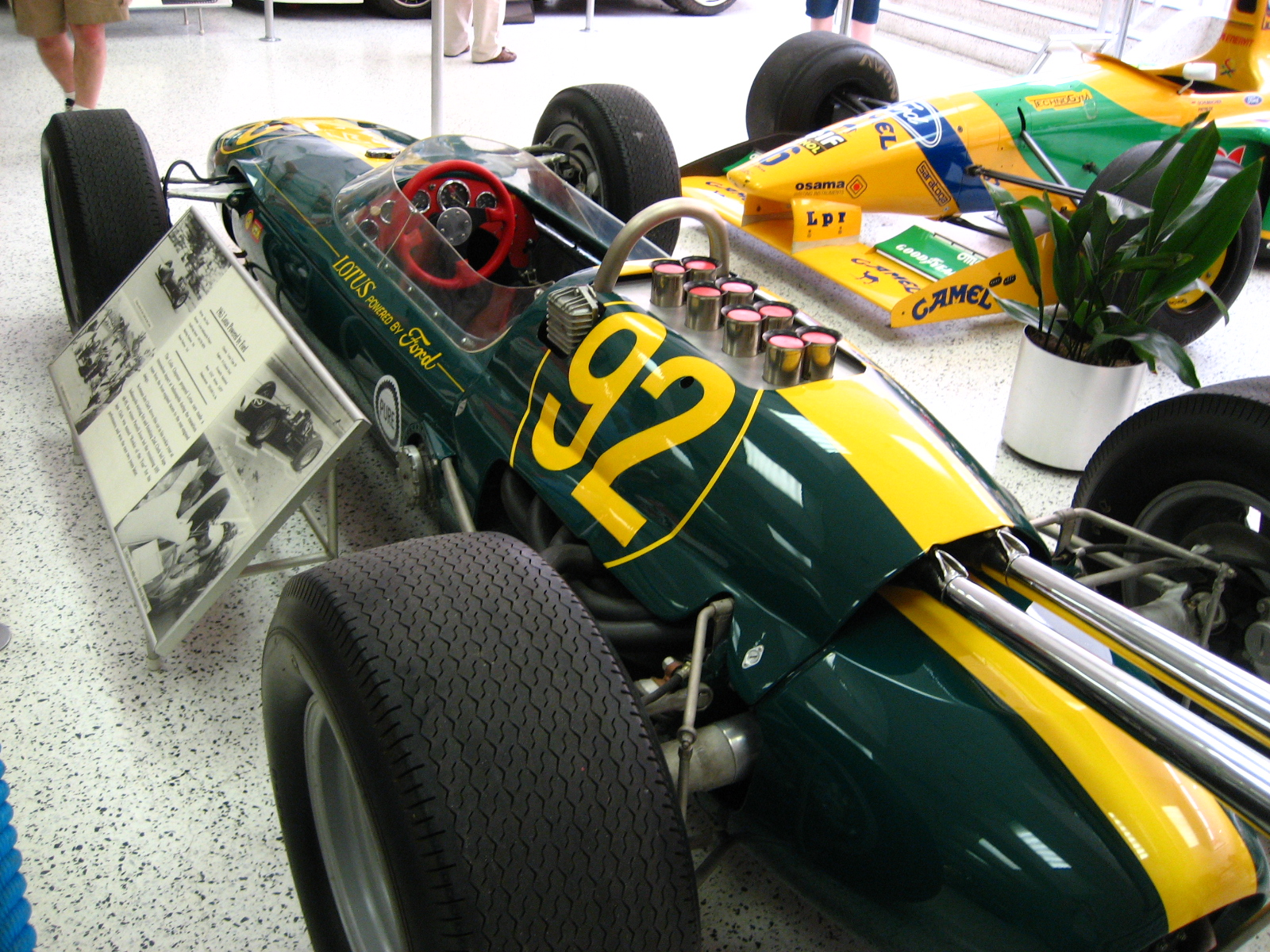
Lotus 29

Der Lotus 29 war ein Monoposto-Rennwagen mit Ford-V8-Motor, der 1963 bei Lotus für das 500-Meilen-Rennen von Indianapolis 1963 entwickelt wurde, wo Jim Clark Zweiter wurde. Der Wagen wurde bis 1965 in der USAC-Serie eingesetzt.

## Vorgeschichte
Während in den europäischen Monoposto-Serien, und hier vor allem in der Formel 1, Anfang der 1960er-Jahre schon vorwiegend Mittelmotor-Rennwagen eingesetzt wurden, wurden im US-amerikanischen Formelsport noch Frontmotoren verwendet. Auf den immer im Gegenuhrzeigersinn befahrenen Ovalen war die Asymmetrie aufgrund der am Fahrer vorbeizuführenden Kardanwelle weniger hinderlich, eher ein Vorteil.
Einen ersten Ausblick auf die Zukunft dieser Form des Motorsports erhielt man in den Vereinigten Staaten 1961, als Cooper einen Mittelmotor-Rennwagen für Jack Brabham nach Indianapolis brachte. Es handelte sich um einen Cooper T51, der einen von 2,5 auf 2,7 Liter aufgebohrten Coventry-Climax-Vierzylinder-Motor hatte. Dieser Motor hatte bis 1960 zwei F1-Weltmeister-Titel ermöglicht, war aber durch eine F1-Regeländerung zum Alteisen geworden: ab 1961 nur noch 1500 Kubik. In Indy waren über 4 Liter erlaubt, und Offenhauser-Vierzylinder dominierten seit 1935. Brabham wurde mit diesem unterlegenen Fahrzeug im Rennen Neunter.
Beim Indianapolis 500 1962 fuhr Dan Gurney ein Cooper-Chassis mit einem V8-Buick-Motor, schied aber bei Halbzeit des Rennens mit Motorschaden aus. Gurney war zwar nie für das Team von Colin Chapman an den Start gegangen, er konnte den britischen Konstrukteur jedoch davon überzeugen, ein eigenständiges Fahrzeug für das 500-Meilen-Rennen von 1963 zu bauen.

## Der Rennwagen
Chapman sicherte sich vorab die Unterstützung von Ford, um ein brauchbares Triebwerk zu bekommen. Ford belieferte bereits die Rennwagen von Watson, die die letzten vier 500-Meilen-Rennen gewonnen hatten. Allerdings benötigen diese Rennmotoren Methanol als Treibstoff. Chapman wollte aber einen Motor für normales Rennbenzin und bekam einen 4,2-Liter-V8-Motor aus dem Ford Fairlane, der zu einem Renntriebwerk umgebaut wurde. Chapman war sich sicher, dass er mit dem herkömmlichen Treibstoff Sprit sparen würde, um durch die geringere Anzahl an Boxenstopps das Rennen zu gewinnen. Lotus brachte im Herbst 1962 einen Lotus 25 nach Indianapolis. Jenes Fahrzeug, mit dem Jim Clark knapp davor den Großen Preis der USA gewonnen hatte. Der Wagen bekam den Ford-Motor eingebaut und sowohl Rundenzeiten als auch Benzinverbrauch waren so beeindruckend, dass Ford die Finanzierung des Projekts 29 bewilligte. Der seriennahe Stößelstangen-Motor wurde zudem mit modernen DOHC-Zylinderköpfen zum „Ford Indy V8 engine“ aufgerüstet, wodurch Lotus-Ford das Indianapolis 500 1965 mit Jim Clark und das Indianapolis 500 1966 mit Graham Hill gewann, bevor 1968 dank Turboaufladung die alten Offenhauser-Vierzylinder wieder siegten, worauf Ford ebenfalls auf Turbo umstieg.
Chapman holte im September 1962 Len Terry, der das Team zwischendurch verlassen hatte, zurück und ließ diesen den 29 bauen. Im Grunde war der 29 ein verlängerter Lotus 25, der verstärkte Aufhängungen vorne und hinten bekam. Das Monocoque entsprach aber dem des 25. Komplett neu waren jedoch die Tanks im Auto. Sechs waren notwendig, um für die notwendigen Kapazitäten zu sorgen, ging das Rennen doch über knapp 800 Kilometer, mehr als das Doppelte einer Grand-Prix-Distanz. Zwei Tanks kamen an jede Seite des Wagens, einer hinter das Cockpit, vor dem Motor. Der sechste, ein Aluminiumtank, befand sich unter den Füßen des Fahrers. Alle Tanks mussten natürlich mit dem Motor verbunden sein und spezielle Ventile sorgten dafür, dass in den überhöhten Kurven der Treibstoff in den Seitentanks nicht von einem in den anderen Tank schwappen konnte.

## Das 500-Meilen-Rennen 1963
Lotus brachte drei Chassis nach Indianapolis, in den Renncockpits saßen Jim Clark und Dan Gurney. Clark qualifizierte sich mit einem Schnitt von 240,948 km/h für den fünften Startplatz. Gurney hatte im ersten Training einen Unfall und zerstörte dabei ein Chassis. Er konnte aber auf den ersten Prototyp zurückgreifen und ging vom zwölften Startplatz aus ins Rennen. Die Strategie der sechs Tanks sollte nur einen einzigen Boxenstopp notwendig machen und dadurch das Rennen für Lotus entscheiden. Allerdings mussten die Fahrer mit dem Reifen haushalten. Der führende Parnelli Jones kam mit seinem Watson nach 62 Runden zu seinem ersten Routinestopp an die Boxen. Dies brachte automatisch die dahinter liegenden Clark und Gurney in Führung, die ihre Stopps zur Halbzeit des Rennens – 200 Runden waren zu fahren – in den Runden 92 (Gurney) und 95 (Clark) hatten. Damit hatten die Lotus ihre Stopps absolviert und lagen nun wieder hinter Parnelli Jones auf den Plätzen zwei und drei. Die Lotus-Strategie wurde jedoch durch Phasen der Gelben Flaggen – die ein Überholen verhindern – zunichtegemacht, die es Jones ermöglichten, zwei Mal zu tanken, ohne die Führung zu verlieren. Nach 177 Runden war Dan Gurney wegen Motoraussetzern zwar zurückgefallen, aber Jim Clark lag nur fünf Sekunden hinter Parnelli Jones. Dessen Watson zog eine blaue Rauchfahne hinter sich her und verlor Öl. Die Regeln sagten in diesem Fall eindeutig, dass ein Fahrzeug, das Öl verlor und nicht an die Box fuhr, sofort mit der Schwarzen Flagge aus dem Rennen zu nehmen war. Die Offiziellen unterließen dies jedoch, nachdem der Eigner zugesichert hatte, dass der Ölstand bald unter einen bekannten Riss im Tank absinken werde und die Verschmutzung aufhört. Diese Kulanz kostete letztlich Jim Clark den möglichen Sieg. Die hinter Jones fahrenden Fahrzeuge mussten in den Kurven immer vom Gas gehen, um den ölverschmierten Stellen auszuweichen. Dadurch konnte Clark den angeschlagenen Führenden nicht einholen. Als elf Runden vor Schluss Eddie Sachs auf der Ölspur einen Dreher hatte, gab es erneut Gelbe Flaggen. Das Rennen wurde in der 193 Runde zwar wieder freigeben, aber Clark konnte Jones auf der inzwischen völlig verschmutzen Strecke nicht mehr einholen.
Jones gewann das Rennen und Lotus legte nach dem Ende keinen Protest gegen das Ergebnis ein.

## Weitere Rennen
Wenige Wochen später gewann Jim Clark mit dem Lotus 29 das Milwaukee 200 und Dan Gurney wurde Dritter. Es war dies der erste Sieg für einen Mittelmotor-Rennwagen bei einem Rennen der USAC-Serie. Danach wurden die Wagen verkauft und kamen bei den Indianapolis 500 1964 und 1965, von Privatfahrern gefahren, noch einmal, allerdings erfolglos, auf dem Brickyard zum Einsatz.
Ford brachte den Indy-V8-Motor auf Trab: mit vier Nockenwellen (DOHC) holte man aus 4195 ccm (255ci) dank Hilborn Einspritzung 425 bhp (317 kW), die auf ein ZF 2DS20 Getriebe wirkten. Der Lotus 34 wurde dafür gebaut. Clark stellte ihn 1964 auf Pole und führte kurz, aber nach einem Massenunfall und Problemen mit den Dunlop-Reifen nahm man beide Autos aus dem Rennen. Der erste Indianapolis-Sieg für Mittelmotorwagen, Jim Clark und Lotus folgte dann beim Indianapolis 500 1965 mit dem Lotus 38.